# Isztimér
Isztimér (németül: Ißzimmer) község Fejér vármegyében, a Móri járásban.

## Fekvése
Isztimér Fejér vármegye északnyugati peremén fekvő, a Keleti–Bakony röglépcsőire települt község. Területe, a mintegy 1000 fős lakosságszámához képest viszonylag nagy. Határában található a megye legmagasabb pontja, a 479,6 méteres Kövesdomb, legnagyobb tájrésze a nagyjából 400 méter magas, 20 négyzetkilométeres kiterjedésű Mellár-fennsík.
Zsáktelepülés, átmenő forgalma nincs; egyetlen közlekedési út vezet a falu központjába, a 20 kilométerre lévő Székesfehérvár felől, a 81-es főútból kiágazó, 14 kilométer hosszú 8203-as út. 1966 óta Isztimérhez tartozik a korábban önálló Gúttamási, amelyen keresztülhalad a Fehérvárcsurgótól Bakonykútiig húzódó 8212-es út is.

## Története
Isztimér nevének első ismert okleveles említése 1193-ból származik, Stamer alakban. Mint sok más magyar város és község, Isztimér is a törökök pusztításának lett áldozata. Később, 1740 táján a vásonkői gróf Zichy család az elpusztított Isztimér helyén felnőtt sűrű erdőt, amelyet a nép száján még ma is "Dickicht"-nek hívnak, a bádeni "Fekete erdő" tájáról betelepített németek által kiirtatta és rendes urbariális községet szervezett. A község életének második szakasza a 18. század derekán kezdődik. Három vármegyéből, zömében németajkú, katolikus telepeseket fogadtak. Ekkor alakult ki a szalagtelkes falumag, amely lényegében azóta sem nagyon változott.Alig épült fel az új és második Isztimér, a jobbágyainak üdvét szívén viselő várpalotai nemes kegyuraság máris gondoskodott (1753-ban) templom és iskoláról, jól tudván, hogy e helyek mint az erkölcsök és ismeretek tenyész házai, csak áldás, boldogság, polgár erényeknek lehetnek alapmegvetői. A község első tanítója, Nusz János Gotthard (1720–1783), egyszersmind kántor, jegyző és uradadalmi gazdatiszt, mintegy 30 gyermekkel kezdette meg az iskolai tanítást, mely hogy a vallástani tárgyakon kívül az olvasási írásra is kiterjedt, bizonyitja azon körülmény, hogy az ezen időből fennmaradt okmányok saját-kezű aláírásokat tüntetnek fel. 
Nusz helyére 1783 után a gróf Zichy kegyuraságnak messze kiterjedő összeköttetései folytán morvaországi Dubicko melletti Ulischen községéből meghívta a művelt polgári Topits családból való Topits József (1756–1812) okleveles tanítót, aki a községének a szó szoros értelmében nevelője, atyja volt. Ténykedése nemcsak az iskolára szorítkozott, melyet szíve egész hevével ápolt, mint ezt a hagyomány megőrizte, hanem nagy buzgalmat fejtett ő ki a községnek mindinkább való rendszeres építkezésében, a házi-kertek és udvaroknak nemes gyümölcsfákkal kiültetésében, nemkülönben a község tőszomszédságában kihasított nagyobb terjedelmű szőlőhegy létesítésében, amely szőlőhegy a 19. század végén Fejérmegye egyik elsőrangú borát szolgáltatja. Mint jeles zenész, templomi zenekart is rendszeresített, mely egész 1860-ig fennállott. A harmadik tanítója Leiter Domonkos (1787–1826), aki 1812 és 1826 között szolgált és egyben Topits József egyik veje is volt; a negyedik tanító Gőbel Ferenc (1799–1858), aki 1826 és 1858 között tevékenykedett és még új iskolát is épitettett. Gőbel Ferenc neje Topits Gertrúd (1807–1871), Topits Józsefnek egy másik lánya, és közös gyermekük Gőbel János György (1835–1903), aki 1858 és 1872 között isztiméri főtanító, majd székesfehérvári iskolaigazgató. Topits József isztiméri tanító egyik unokája Topits József András (1824–1876), az 1847-ben alapított pesti  Topits József fia Első magyar gőztésztagyár (Erste ungarische Dampfmehlspeisenfabrik) alapítója és tulajdonosa, amely Magyarország első tésztagyára volt, az Országos Iparegyesület vegyészeti iparbizottság tagja, fővárosi képviselő-testületi tag.
A 19. század elejére kialakult a falu vagyonos rétege, amit elősegített a falu mezővárosi rangra emelése (1792 – 1872).
A történelem folyamán a politikai viharok csupán érintették a települést. A forradalmak is különösebb események nélkül zajlottak le. Az igazi megrázkódtatást a második világháború okozta. A házaknak mindegy negyede és a templom is megrongálódott, a polgári lakosságtól áldozatot követeltek a harcok.
A falu életének harmadik szakasza a háború után kezdődik. 1948 tavaszán a németajkú őslakosságból kitelepítettek 66 családot, amely 346 főt érintett. Helyükbe a Vas vármegyei Őriszentpéterről 54, a szlovákiai magyarok közül 53 család telepedett le Isztiméren. A lakosságot megosztotta a ki- és betelepítés, valamint a politikai harcok. Ezek az ellentétek azonban lassan elcsitultak.
1966-ban Isztimérhez csatolták a korábban önálló Gúttamási községet, melynek későbbi önállósodási kísérletei ezidáig nem jártak sikerrel.

## Közélete

### Polgármesterei
- 1990–1994: Fiedler Albertné Manner Aranka (független)[9]
- 1994–1998: Fiedler Albertné (független)[10]
- 1998–2002: Fiedler Albertné (független)[11]
- 2002–2006: Fiedler Albertné (független)[12]
- 2006–2010: Fiedler Albertné (független)[13]
- 2010–2014: Orbán Tibor Nesztor (független)[14]
- 2014–2019: Orbán Tibor Nesztor (Fidesz-KDNP)[15]
- 2019–2024: Gömbösné Rostaházi Judit (független)[16]
- 2024– : Orbán Tibor Nesztor (független)[1]

## Népesség
A település népességének változása:
| Lakosok száma | 997  | 962  | 976  | 952  | 899  | 897  | 895  |
|               | 2013 | 2014 | 2015 | 2021 | 2022 | 2023 | 2024 |

A 2011-es népszámlálás során a lakosok 81,9%-a magyarnak, 10,2% németnek mondta magát (18% nem nyilatkozott; a kettős identitások miatt a végösszeg nagyobb lehet 100%-nál). A vallási megoszlás a következő volt: római katolikus 43,2%, református 14,9%, evangélikus 0,7%, görögkatolikus 0,3%, felekezeten kívüli 13,5% (26,6% nem nyilatkozott).
2022-ben a lakosság 89,7%-a vallotta magát magyarnak, 5,7% németnek, 0,3% szlováknak, 1,4% cigánynak, 0,1% románnak, 0,1% örménynek, 2,2% egyéb, nem hazai nemzetiségűnek (10,5% nem nyilatkozott; a kettős identitások miatt a végösszeg nagyobb lehet 100%-nál). Vallásuk szerint 32,9% volt római katolikus, 11,5% református, 0,7% evangélikus, 0,1% görög katolikus, 0,1% ortodox, 0,3% egyéb keresztény, 0,7% egyéb katolikus, 13,6% felekezeten kívüli (40% nem válaszolt).

## Nevezetességei
A község területén több, igen jelentős természeti érték is található. A 10 km hosszú Burok-völgy földtani és növénytani értékei miatt vált természetvédelmi területté. Számos ritka növény is előfordult itt. A falu határában 58 kisebb-nagyobb barlangról tudunk, ezek közül a legjelentősebb a fokozottan védett, több mint 3 km hosszú, 200 méter mély, cseppkövekkel díszített Alba Regia-barlang. E barlang biológiai kutatottsága révén az európai élvonalba tartozik.
A falu határának nyugati szélén van bronzkorinak becsült Csikling vár romja. Köveit a mészégetők használták fel, így az öregtornya is csak „térdig ér”, falait pedig szinte teljesen eltüntették, de a várárok határozottan látszik. Közelében egy hasonló korú vár maradványai vehetők ki.

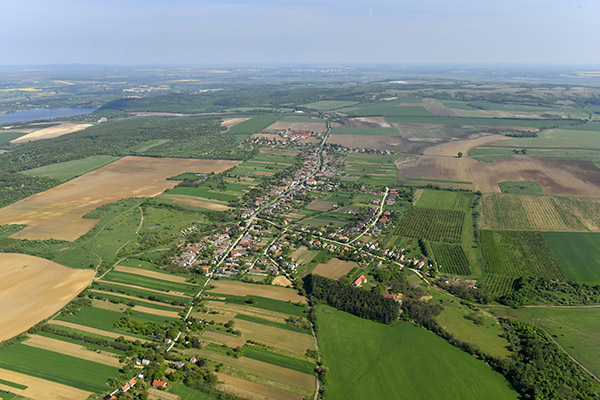
Isztimér látképe madártávlatból
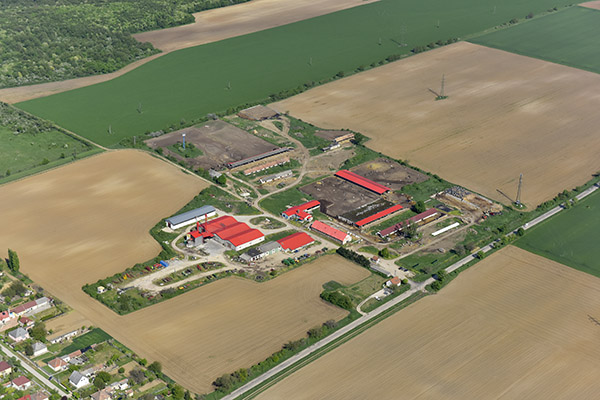
A Bakony Kft. isztiméri telephelye a levegőből
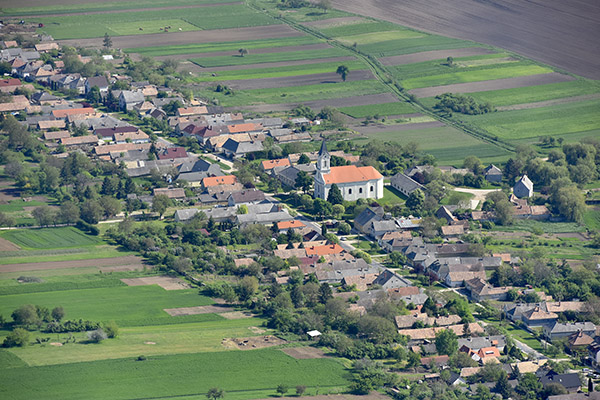
A Keresztelő Szent János nevére szentelt templom légi fotón

## Isztimérhez kötődő híres emberek
- Angeli Lambert (Isztimér, 1916. december 10. – Budapest, 1971. május 9.): kertészmérnök, növénynemesítő, a mezőgazdasági tudományok kandidátusa (1952), az étkezési paprika kutatója.
- Eszterhás István (Eger, 1941. január 24.) az Isztiméri Általános Iskola igazgatója volt. Isztiméren lakik.
- Gőbel János György (Isztimér, 1835. augusztus 6. – Székesfehérvár, 1903. július 30.) tanító, székesfehérvári iskolaigazgató.
- Solymár Károly (született: Stolmár Károly) (Isztimér, 1894. december 23. – Foksány, 1945. szeptember) válogatott sportoló, olimpikon, sikeredző, sportszervező, sportvezető. A gátfutás magyar bajnoka, a Ferencváros Örökös Bajnoka.
- Topits József (1756.– Isztimér, 1812. május 22.), Isztimér okleveles kántor-tanítója, főjegyzője.
- Winkler Márton (Isztimér, 1857. január 8.– Várpalota, 1911. szeptember 19.) kántortanító.

## Külső hivatkozások
- Isztimér község honlapja